# مارغريت هنت
مارغريت هنت (بالإنجليزية: Margaret Raine Hunt)‏ (و. 1831 – 1912 م) هي لغوية، وروائية، ومترجمة، من المملكة المتحدة لبريطانيا العظمى وإيرلندا، توفيت عن عمر يناهز 81 عاماً.

## روابط خارجية
- مارغريت هنت على موقع ميوزك برينز (الإنجليزية)